# Albert Miller von Hauenfels
Albert Miller von Hauenfels (* 6. Februar 1818 in Tápiószele, Ungarn; † 5. November 1897 in Graz, Steiermark) war ein österreichischer Montanist sowie Professor an der Bergakademie Leoben.
Seine Eltern waren der Berg-, Salinen- und Forstdirektor Albert Miller (1795–1886) und dessen Ehefrau Anna Fritsko (auch: Frisko, Fretsko) († 1818). Sein Vater erhielt 1859 den österreichischen Adel als Miller Ritter von Hauenfels. Der Vater heiratete 1824 Anna Solterer (1808–1888.)
Albert Miller besuchte das Stiftsgymnasium Kremsmünster und die Bergakademie Schemnitz. 1840 trat er in den Staatsdienst, 1841 wurde er Schichtmeister im Salzbergwerk Hall in Tirol. Ab 1849 war er Professor für Bergbau- und Markscheidekunde an der Montanlehranstalt in Leoben. Er erfand 1855 nahezu zeitgleich mit Jakob Amsler-Laffon den Polarplanimeter zur Flächenberechnung. Im Jahr 1865 eröffnete er einen Graphitbergbau in der Sunk bei Trieben.
Er ist auf dem St.-Leonhard-Friedhof in Graz beigesetzt.
Er heiratete 1848 in Hall (Tirol) Franziska Anger (1827–1912). Das Paar hatte mehrere Kinder, darunter Emerich (1854–1912), ein Bergwerksunternehmer in Sunk (Steiermark).

## Werke
- Der süddeutsche Salzbergbau in technischer Beziehung dargestellt, Digitalisat
- Höhere Markscheidekunst, Digitalisat
- Der mühelose Segelflug der Vögel und die segelnde Luftschiffahrt als Endziel hundertjährigen Strebens, Digitalisat
- Die Gesetze der Kometen abgeleitet aus dem Gravitations-Gesetze, Digitalisat
- Das Schürfen auf Kohlenflötze, Digitalisat

## Würdigung
Ihm zu Ehren wird vom Bergmännischen Verband Österreichs seit dem Jahr 1957 die Miller von Hauenfels-Medaille an Persönlichkeiten, die sich um den österreichischen Bergbau verdient machten verliehen.